# 벤 이스트먼

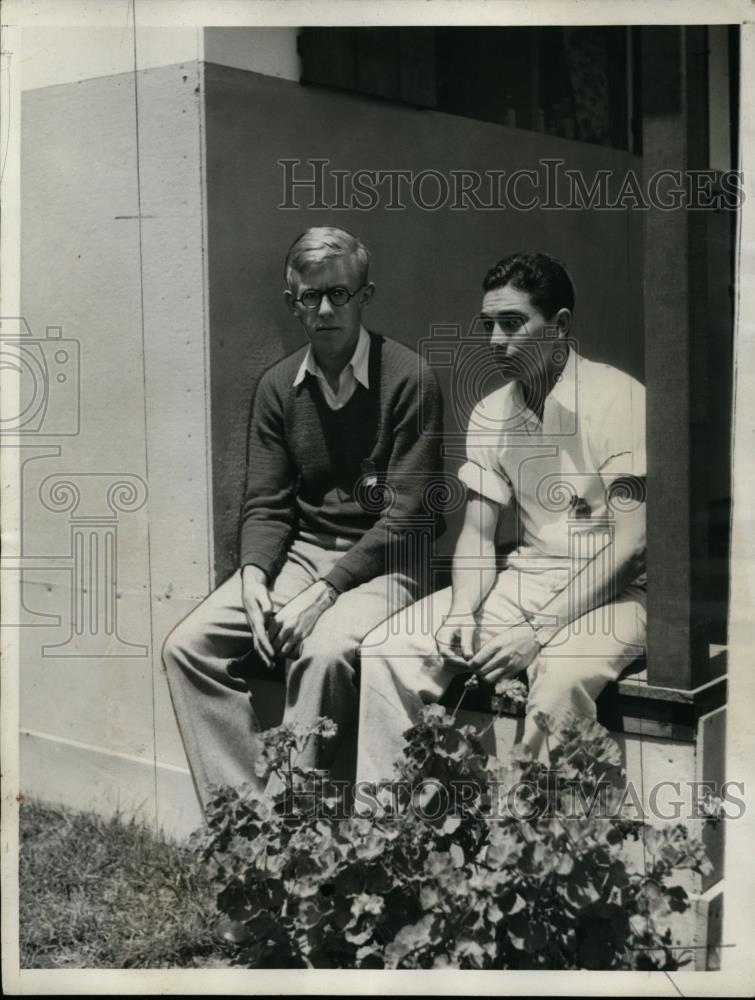
벤 이스트먼(왼쪽)과 빌 카

벤 이스트먼(Ben Eastman, 본명: 벤저민 뱅스 이스트먼, Benjamin Bangs Eastman, 1911년 7월 19일 ~ 2002년 10월 6일, 별명: "Blazin' Ben")은 미국의 중거리 주자였다. 캘리포니아 벌링게임 (캘리포니아주)에서 태어나 1933년 스탠포드 대학교를 졸업했다.
1932년 미국 로스앤젤레스 하계 올림픽에 미국 대표로 출전해 400m에서 은메달을 획득했다. 1934년 미국 전국 800m 챔피언이었다.
400m와 800m 모두에서 세계 기록을 보유한 세 명의 미국인 중 한 명인 이스트먼은 2006년 육상 명예의 전당에 헌액되었다. 그는 콜로라도주 호치키스에서 91세의 나이로 사망했다.